# Heidenau (Baixa Saxônia)
Heidenau é um município da Alemanha localizado no distrito de Harburg, estado da Baixa Saxônia.
Pertence ao Samtgemeinde de Tostedt.